# Záchytný stíhač

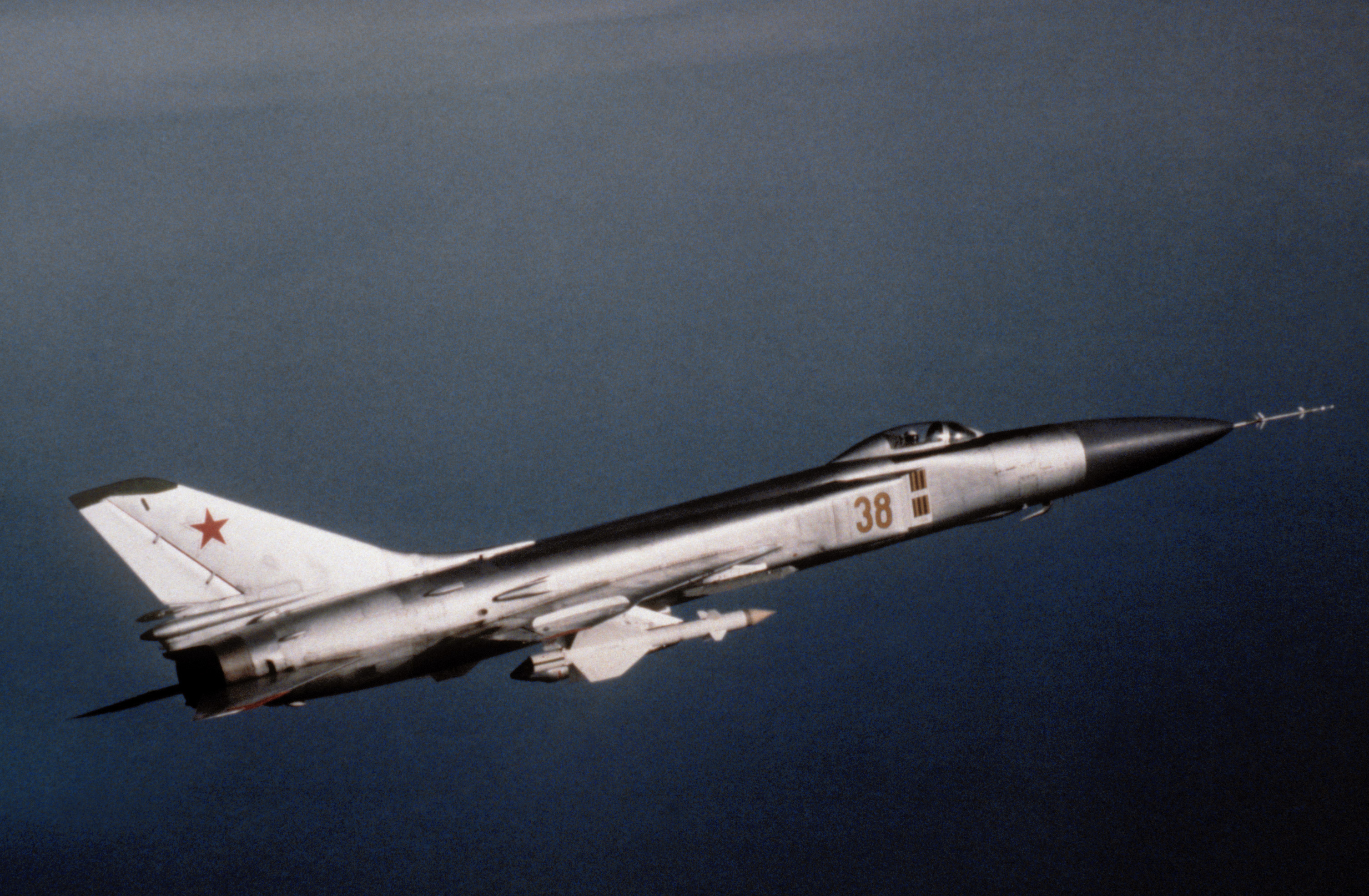
Su-15, jeden z hlavních záchytných strojů protivzdušné obrany SSSR v 70. a 80. letech

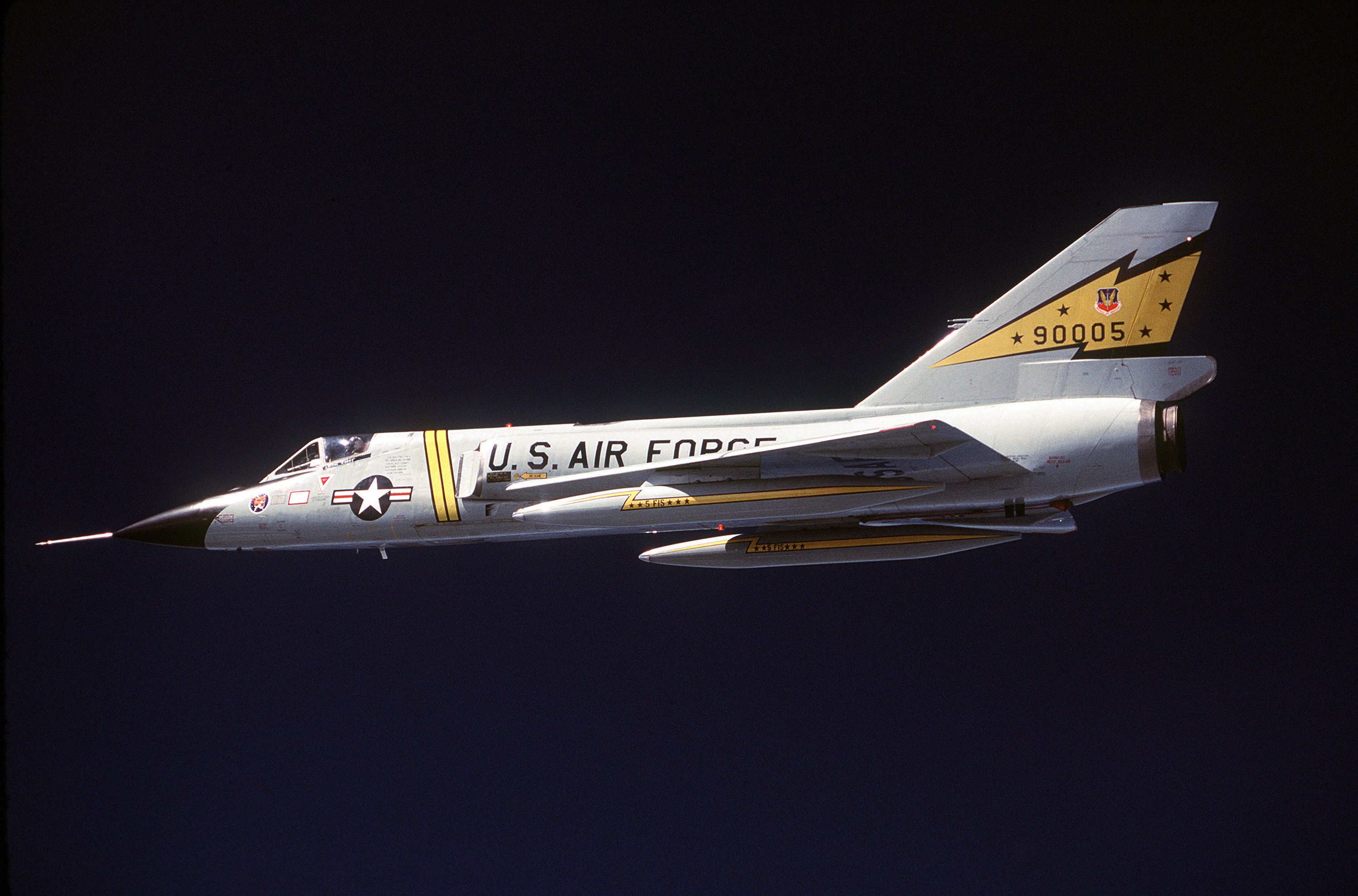
F-106, jeden z předních záchytných stíhačů amerického letectva v 60., 70. a 80. letech

Záchytný stíhací letoun, též přepadový stíhací letoun, je typ stíhacího letounu. Záchytní stíhači mají za úkol bránit rozsáhlé prostory území nepokrytého či jen slabě pokrytého PVOS, což v praxi znamená letět vstříc protivníkovým letounům a sestřelit je dříve, než vypustí svůj náklad. Záchytné stíhačky se vyznačují vysokou rychlostí a dlouhým doletem.

## Historie
Termín „interceptor“ je doložen zmínkou z roku 1929 v časopise Flight a pojem "záchytný stíhač"[zdroj⁠?!] se objevil v sovětské vojenské literatuře na počátku roku 1950 v souvislosti s vybavením některých typů stíhaček palubními radiolokátory, které umožnily detekovat a zasáhnout vzdušné cíle bez vizuálního kontaktu. Záchytní stíhači jsou jedno i dvoumístní (kromě pilota je zahrnut i operátor palubních zbraňových systémů). Zlepšování finančních prostředků leteckého útoku vedlo k vytvoření letadel, které zajišťují ničení vzdušných cílů na značné vzdálenosti od bráněných objektů, za každého počasí, ve dne i v noci, v rozmezí výšek od malých až po stratosférické.

## Typičtí zástupci

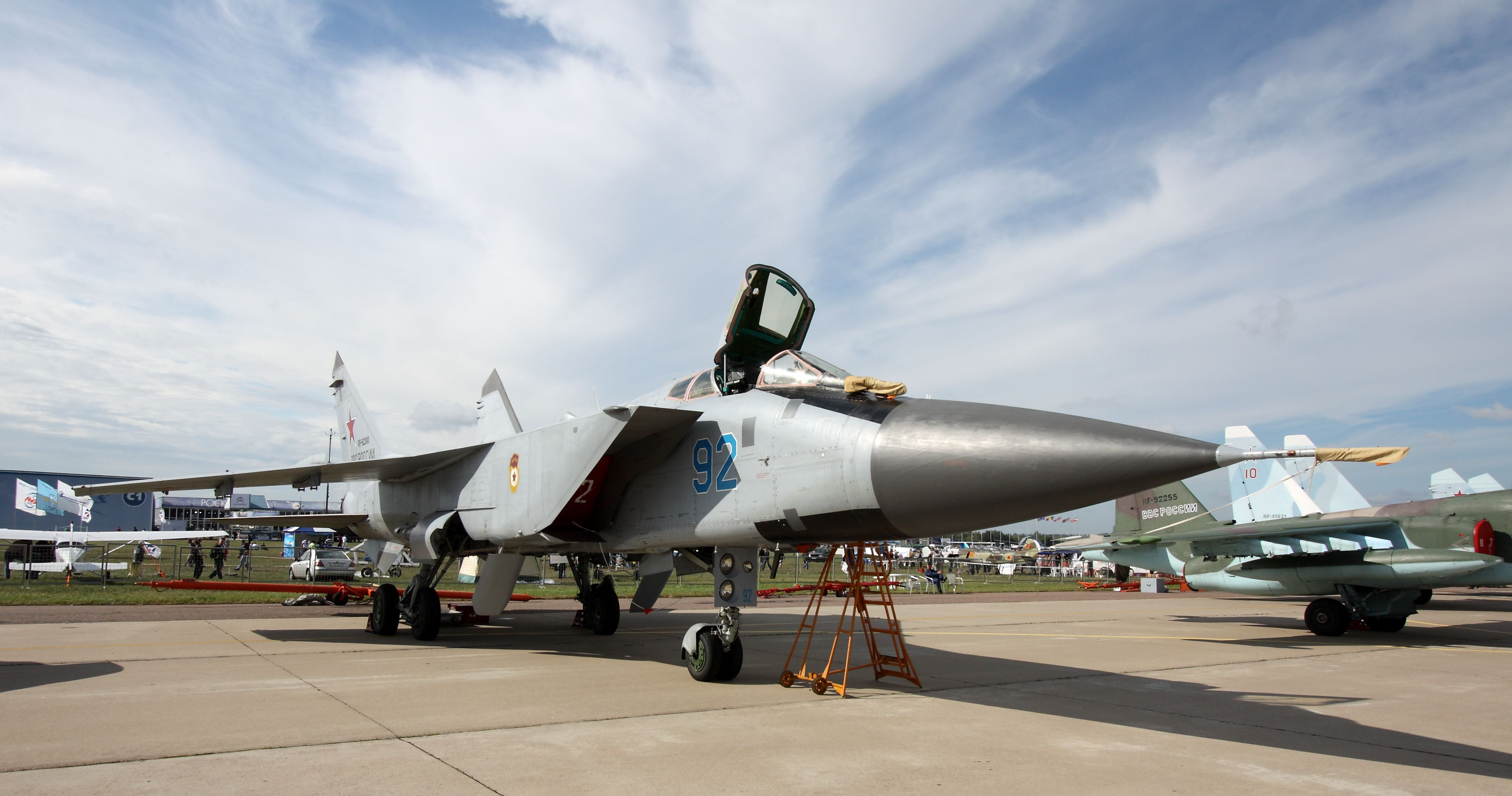
MiG-31BM

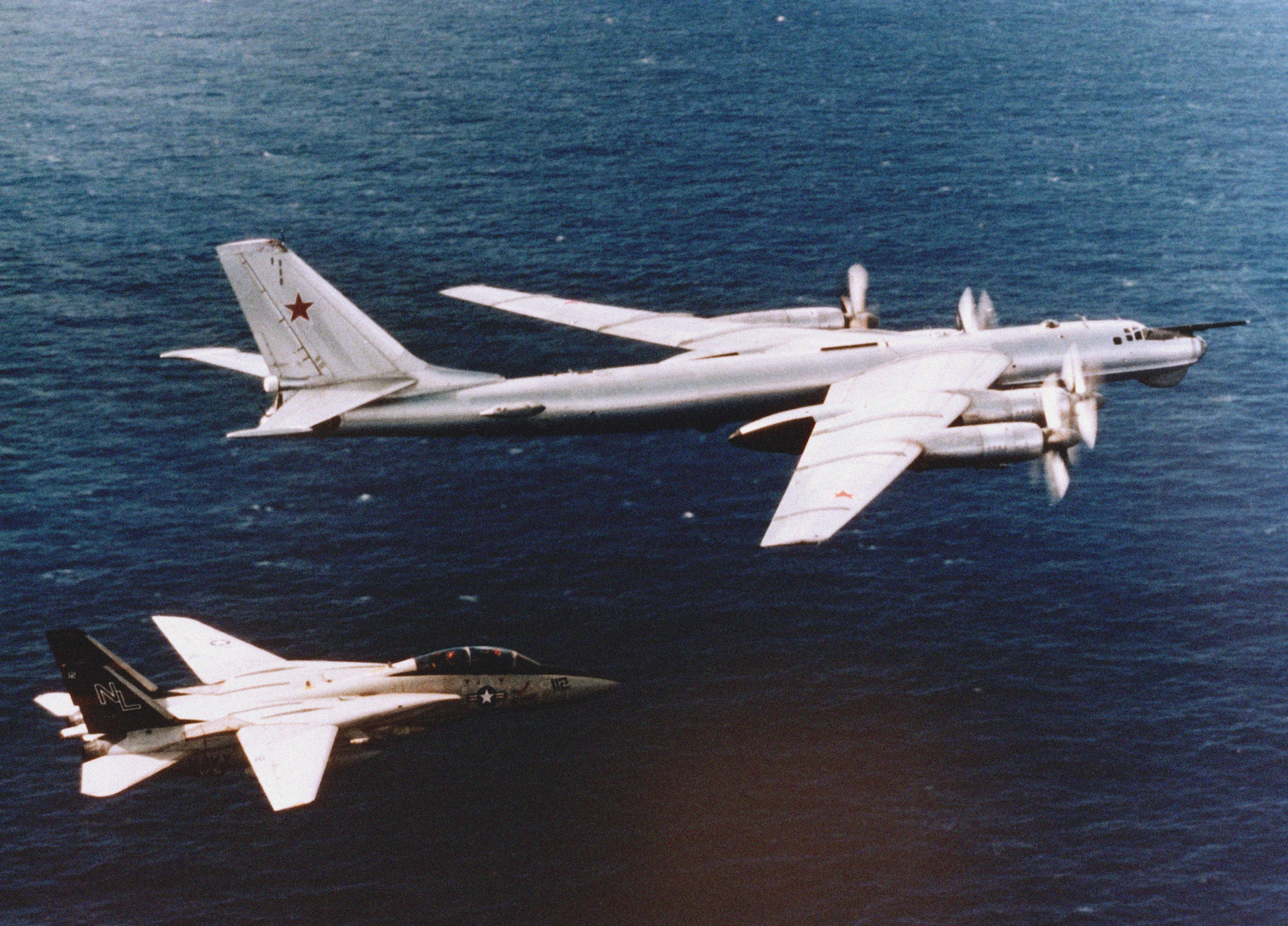
Americký palubní stíhač F-14 doprovází sovětský bombardér Tu-95 nad Tichým oceánem

Convair F-102 Delta Dagger, Convair F-106 Delta Dart, Lockheed YF-12 (více než 3 Machy; vyvinut z Lockheed SR-71 Blackbird, ale nenasazen), English Electric Lightning (poprvé supercruising), Tupolev Tu-128, Su-15, MiG-25. V současné době se používají zejména letouny MiG-31, protože ostatní typy jsou nahrazovány stíhači pro vybojování vzdušné nadvlády, jako jsou F-22, Su-27.

## Výzbroj
Letouny této kategorie se vyznačují zejména výkonnými radiolokátory, pomocí kterých se stíhač navádí na cíl. Dále jsou vybaveny řízenými střelami typu vzduch-vzduch, někdy doplněnými palubním kanónem. Od kanónů se v této kategorii stíhačů pomalu ustupuje.
V současné době jsou ve výzbroji záchytných stíhačů protivzdušné řízené střely středního a dlouhého dosahu. Tyto střely jsou poháněny zejména raketovými, ev. náporovými motory. Střely používají různé naváděcí soustavy (infračervené, radiolokační, aktivní, pasivní).